# سرطان تیروئید
سرطان تیروئید در سنین جوانی و میانسالی شیوع دارد و در خانم‌ها شایع‌تر است.
در اکثر مواقع این سرطان به‌طور کامل از بین می‌رود. خاصیت مهم سلول‌های سرطانی تیروئید که آن‌ها را از بقیه سرطان‌ها جدا می‌کند، این است که ید را بشدت جذب می‌کند.
طبق آخرین آمار ۱۵۳۸ مورد سرطان تیروئید در ایران وجود دارد. قابل ذکر است که سرطان تیروئید کاملاً قابل درمان است.

## انواع سرطان تیروئید

### سرطان پاپیلری تیروئید
این سرطان در سلول‌های فولیکولار آغاز شده و به کندی رشد می‌کند. در صورت تشخیص زودهنگام، بیش‌تر مبتلایان به سرطان تیروئید فولیکولار را می‌توان با موفقیت درمان کرد.

### سرطان فولیکولار تیروئید
این نوع سرطان تیروئید در حدود ۱۵٪ کل موارد ابتلا به سرطان تیروئید را تشکیل می‌دهد در حالی که نوع قبلی چیزی حدود ۷۵ درصد است.

### سرطان مدولری تیروئید
این نوع سرطان در حدود ۳٪ کل موارد ابتلا به سرطان تیروئید را تشکیل می‌دهد. این سرطان در سلول‌های سی (C) موجود در تیروئید آغاز می‌شود.

### سرطان تیروئید آناپلاستیک
این سرطان در سلول‌های فولیکولار موجود در تیروئید آغاز می‌شود. این سلول‌های سرطانی، اغلب به سرعت رشد و سرایت می‌کنند. مهار سرطان تیروئید آناپلاستیک بسیار دشوار است.

## تشخیص
بارزترین ویژگی آن احساس برآمدگی در گلوست. البته بزرگ شدن تیروئید می‌تواند در کنار سرطان دلایل بسیار زیاد دیگری نیز داشته باشد.
برای تشخیص قطعی این بیماری از روش‌های زیر استفاده می‌شود:
- آزمایش خون
- سونوگرافی از سلول‌های نمونه از برآمدگی
- آزمایش ایزوتوپ
- عکسبرداری CT یا MR از گلو.[۳]

## درمان

### جراحی
معمول‌ترین روش درمان، عمل جراحی است که در آن کل تیروئید برداشته می‌شود.

### شیمی‌درمانی
از شیمی‌درمانی برای درمان سرطان تیروئید آناپلاستیک استفاده می‌شود. گاهی از این روش برای کاهش علائم سرطان مدولاری یا دیگر انواع سرطان تیروئید نیز استفاده می‌شود.